# Schweizer Radio DRS
Das Schweizer Radio DRS (Radio der deutschen und rätoromanischen Schweiz (SR DRS)) war zusammen mit dem Schweizer Fernsehen (SF) eines der beiden ehemaligen Schweizer Medienunternehmen, die am 1. Januar 2011 in der Unternehmung Schweizer Radio und Fernsehen (SRF) vereint wurden. Diese wiederum ist eine Unternehmenseinheit der Schweizerischen Radio- und Fernsehgesellschaft (SRG).
Seit dem 16. Dezember 2012 senden die sechs Programme unter dem Namen Radio SRF.

## Sender
Schweizer Radio DRS (Radio der deutschen und rätoromanischen Schweiz) besass mit seinen Programmen in der Deutschschweiz einen Marktanteil von über 60 Prozent. Sechs Radiosender gehörten zu Schweizer Radio DRS. Ursprünglich wurde auch das rätoromanische Programm Radio Rumantsch von SR DRS veranstaltet, in der Folge gehörte es zu einer eigenständigen Einheit innerhalb der SRG, nämlich der RTR.

### DRS 1(heuteSRF 1)

Logo von DRS 1

DRS 1 war der meistgehörte Radiosender der Schweiz (Marktanteil 2010: 34,5 %). Wichtiges Standbein waren aktuelle und vertiefende Informationen, Hintergrundsendungen und Unterhaltung. Zum Programm gehörten auch Hörspiele und Satire. Sieben Regionaljournale berichteten regelmässig aus den Regionen. Die Hörerschaft von DRS 1 war zum grössten Teil älter als 45, das Programm hatte jedoch auch für Kinder eine Bedeutung (Kindersendung «Zambo»). Täglich schalteten über 1,8 Millionen Leute DRS 1 ein. Die publizistische Leiterin von DRS 1 war Heidi Ungerer.

### DRS 2(heuteSRF 2)

Logo von DRS 2

DRS 2 war der Kultursender. Das Spektrum reichte von klassischer Musik bis Jazz, von Kultur bis Wissenschaft, von Wirtschaft bis Politik, von Zeitgeist bis Philosophie. Täglich schalteten knapp 400'000 Leute DRS 2 ein, das Programm hatte 2010 einen Marktanteil von 3,8 %. DRS 2 war mehrere Male von der Schliessung bedroht (Begründung: zu wenig Zuhörende), was jedoch jedes Mal durch Proteststürme der Hörer abgewendet werden konnte. DRS 2 war organisatorisch der Abteilung Kultur von Schweizer Radio und Fernsehen angegliedert, Programmleiterin war Franziska Baetcke.

### DRS 3(heuteSRF 3)

Logo von DRS 3

DRS 3 war das bedeutendste Pop-Radio der deutschen Schweiz. Es war ein Begleitprogramm am Tag mit Nachrichten, Wetter, Verkehr, Presseschauen und Veranstaltungstipps. Am Abend ab 20 Uhr liefen spezielle Musiksendungen (Blues Special, Reggae Special, Rock Special, World Music Special, Black Music Special, Sounds!). Der Sender richtete sich an ein Zielpublikum von 25 bis 45 Jahren. Täglich schalteten über 1,3 Millionen Leute DRS 3 ein; das Programm hatte 2010 einen Marktanteil von 17,9 %. Der publizistische Leiter von DRS 3 hiess Pascal Scherrer.

### DRS 4 News(heuteSRF 4 News)

Logo von DRS 4 News

Am 5. November 2007 lancierte SR DRS das Informationsprogramm DRS 4 News. Der Sender hatte seinen Sitz in Bern, wurde über DAB, Kabel, Satellit und Internet verbreitet und sendete viertelstündlich Nachrichten. Die entsprechende Konzession erhielt SR DRS am 27. Juni 2007. 2010 hörten täglich 400'000 Personen das Programm, der Marktanteil belief sich auf 0,7 %. DRS 4 News war organisatorisch der Abteilung Chefredaktion Radio angegliedert, Leiter war Michael Bolliger.

### DRS Musikwelle(heuteSRF Musikwelle)

Logo von DRS Musikwelle

Die DRS Musikwelle sendete traditionelle Musik aus allen Sparten. Nachrichten und Sendungen von DRS 1 ergänzten das Programm. Der frühere Name Musigwälle 531 rührte daher, dass das Programm auf der Mittelwellenfrequenz 531 kHz über den Landessender Beromünster verbreitet wurde. Die Umbenennung wurde jedoch notwendig, da die Mittelwellenfrequenz am 29. Dezember 2008 abgeschaltet wurde und das Programm danach nur noch über DAB, Satellit, Kabel und Internet zu empfangen war. Als im August 2007 neue Logos für die Sender DRS 1, DRS 2, DRS 3 sowie DRS Virus eingeführt wurden, wurde Musigwälle 531 in DRS Musikwelle mit entsprechendem Logo umbenannt. 2010 hörten täglich 313'000 Personen das Programm, der Marktanteil belief sich auf 4,7 %. Publizistischer Leiter war Bernhard Siegmann.

### DRS Virus(heuteSRF Virus)

Logo von DRS Virus

DRS Virus verstand sich als das «Radio der Multimedia-Generation», mit jugendlichem Ton und Tempo. Der Sender war ursprünglich unter dem Namen DRS 4 projektiert. DRS Virus konnte nicht über UKW, sondern lediglich über DAB, Satellit, Kabel und Internetstream empfangen werden. Im Jahr 2010 hörten täglich 83'000 Personen das Programm, der Marktanteil belief sich auf 0,1 %. DRS Virus wurde vom publizistischen Leiter Christoph Aebersold verantwortet.

## Studios
Die Programme von Schweizer Radio DRS wurden in drei Hauptstudios in Basel, Bern und Zürich sowie in vier Regionalstudios in Aarau, Chur, St. Gallen und Luzern produziert. Die Programme von DRS 1, DRS 3, DRS Musikwelle und DRS Virus entstanden grösstenteils in Zürich. DRS 2 sendete von Basel aus. Das Programm DRS 4 News sowie sämtliche Nachrichten und Informationssendungen (HeuteMorgen, Rendez-Vous und Echo der Zeit etc.) kamen aus dem Studio Bern, die DRS-1-Regionaljournale aus allen sieben Studios.

## Unternehmen

Logo des SR DRS bis 2007

Schweizer Radio DRS und das Schweizer Fernsehen (SF) gingen am 1. Januar 2011 in der Unternehmung Schweizer Radio und Fernsehen (SRF) auf. Diese ist eine Unternehmenseinheit der Schweizerischen Radio und Fernsehgesellschaft (SRG). Die öffentlich-rechtlichen Radio- und Fernsehprogramme von SRF sind gebührenfinanziert. Das Unternehmen SRF beschäftigt rund 3000 Mitarbeitende, die sich ca. 2300 Vollzeitstellen teilen (laut Website, Stand: 1. Januar 2022).

## Empfangsmöglichkeiten
Alle Programme wurden in fast der gesamten Schweiz über Kabel und europaweit über den Satelliten Hotbird ausgestrahlt. Über UKW sendete zudem in der ganzen Schweiz DRS 1. DRS 2 und DRS 3 konnten auf diesem Wege nur in der Deutschschweiz empfangen werden. Die Programme DRS 4 News, DRS Musikwelle und DRS Virus konnten nicht über UKW empfangen werden, sondern nur über Kabel, Satellit, DAB und Internetstream. Der Landessender Beromünster auf 531 kHz wurde Ende 2008 geschlossen. Der Aufbau der Empfangsmöglichkeit in der Schweiz über Digital Audio Broadcasting (DAB) wurde während der Tätigkeit von Schweizer Radio DRS begonnen.
Über das Internet konnten alle sechs Sender in den Formaten mp3, AAC+, Real Audio und Microsoft Windows Media im Livestream empfangen werden. Seit Ende 2005 standen zahlreiche Sendungen auch als Podcast zur Verfügung.

## Geschichte des Radios in der Schweiz

Provisorische Konzession für die Radiostation am Physikalischen Institut der Universität Basel (1913)

Strukturelle Skizze der ersten Radiostation der Schweiz an der Universität Basel (1922)

Die Geschichte des Radios in der Schweiz begann 1923, als in Basel vom Bernoullianum aus (Professor Hans Zickendraht) die erste Schweizer Radiosendung erfolgte. Mitglied der Schweizer Radiogesellschaft wurde man mit der Zeichnung eines Anteilscheins von 100 Franken.
Im Jahr 1931 wurde die SRG gegründet, und die Mittelwellen-Landessender Beromünster (Deutschschweiz), Sottens (französischsprachige Schweiz) und Monte Ceneri (italienischsprachige Schweiz, 1933) wurden in Betrieb genommen. Nachdem 1938 Rätoromanisch als vierte Landessprache anerkannt worden war, wurden vermehrt auch Beiträge in rätoromanischer Sprache gesendet (1924 erste kurze Beiträge der Schweizer Radiogesellschaft aus Höngg, die aber nur 160 km Funkweite hatte, regelmässige ab 1943, 1958 gezielt als Lokalsendungen). Auf Druck der Verleger durften in den ersten Jahren nur wenige Nachrichtenblöcke mit Meldungen der SDA (Schweizerische Depeschenagentur) ins Programm aufgenommen werden.

«Mit der Kriegsmobilmachung [1939] wird die Konzession der SRG sistiert und das Radio direkt der Aufsicht durch die Bundesbehörden unterstellt. Landesregierung und Armeespitze setzen das Radio gezielt als Medium für die Information der Bevölkerung in der Schweiz ein. Die Landessender schaffen sich mit ihren regelmässigen Sendungen zur politischen und militärischen Lage grosses Ansehen weit über die Landesgrenzen hinaus.»

Nach dem Zweiten Weltkrieg erhielt die SRG die Konzession wieder zurück. Am 17. September 1945 wurden nach einer Programmreform die Einschränkungen bezüglich Nachrichten gelockert, und die erste Ausgabe des Echos der Zeit wurde ausgestrahlt. Im Jahr darauf wurden die ersten Auslandkorrespondenten eingesetzt.
Im Jahre 1956 wurde das zweite Programm mit Sendungen über UKW gestartet. Ab 1961 wurden regelmässig Lokalsendungen über UKW ausgestrahlt. Radio Beromünster sendete erstmals am Samstag ein durchgehendes Programm von 6.15 Uhr bis 23.15 Uhr, ab 1963 auch werktags.
Im Jahre 1964 konstituierte sich die Radio- und Fernsehgesellschaft der deutschen und rätoromanischen Schweiz (DRS). Im Jahre 1967 wurde in den Programm-Ansagen «Schweizerischer Landessender Beromünster» durch «Schweizer Radio» ersetzt. Im Jahre 1971 erhielt die SRG die alleinige Verantwortung für die Nachrichtensendungen, im November 1978 wurden die Regionaljournale eingeführt. Ab 1981 sendete Radio DRS rund um die Uhr. 1983 startete die dritte Senderkette DRS 3.
Im Jahre 1996 wurde auf dem Mittelwellensender Beromünster die Musikwälle 531 mit traditioneller und volkstümlicher Unterhaltungsmusik lanciert. 1999 begann die Ausstrahlung über DAB (Digital Audio Broadcasting). Das Jugendradio Virus startete, wurde jedoch nur über Kabel übertragen.
Ende 2008 wurde der Mittelwellensender Beromünster abgeschaltet und der Hauptsendeturm auf dem Blosenberg unter Denkmalschutz gestellt.
Am Ende des Jahres 2012 erfolgte eine Umbenennung in SRF. Diese Umbenennung geschah im Rahmen der Fusion mit dem Schweizer Fernsehen und der inhaltlichen und strukturellen Zusammenführung. Gleichzeitig wurde auch die Website neu gestaltet und die Sender erhielten neue Logos.
Ende 2024 wurden die veralteten UKW-Rundfunk-Antennen abgeschaltet. Der Radio-Empfang erfolgt seitdem nur noch digital über DAB+ und Internet. Kurzfristig verlor der öffentlich-rechtliche Rundfunk dadurch etwa ein Viertel seiner Hörer.